# Balık ekmek
Il balık ekmek (IPA: [ba'lɯk ek'mek]) è una specialità a base di pesce della cucina turca. Si tratta di un tipico cibo da strada costituito da un filetto di pesce fritto o grigliato, molto spesso sgombro, servito in una pagnotta di pane aperta a farfalla, insieme, solitamente, a della verdura.
Concepito per la prima volta negli anni Sessanta a Istanbul, la sua popolarità fa di esso uno dei cibi più famosi della città, specialmente nelle zone di Eminönü, Karaköy, Kadıköy e Beşiktaş. Negli ultimi anni, questo piatto si è diffuso a livello nazionale, divenendo una delle pietanze più conosciute e consumate nella cucina turca.

## Etimologia
Il nome è l'unione delle due parole turche balık (pesce) ed ekmek (pane).

## Storia e diffusione

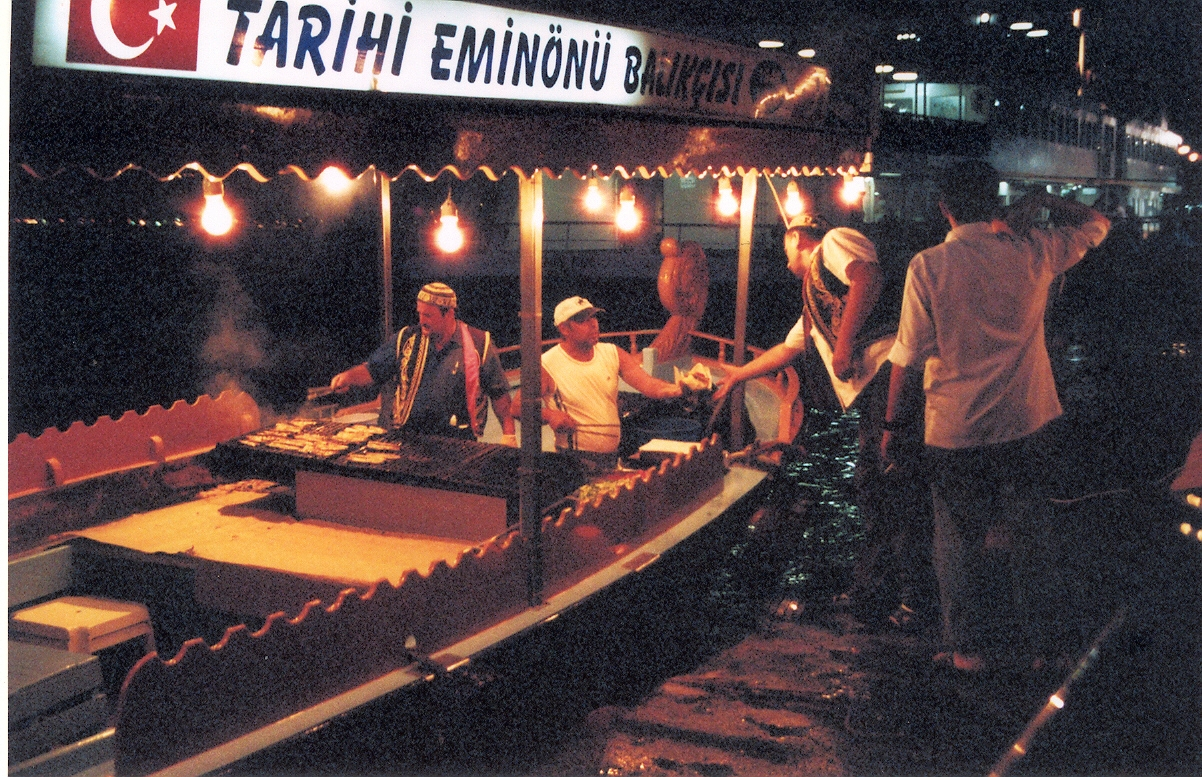
Vendita del balık ekmek da barche ormeggiate a Istanbul nel 2007

La comparsa di questa pietanza ha origine agli inizi del XX secolo, verso la fine dell'Impero ottomano, ad Istanbul. Qui alcuni pescatori ancoravano le loro piccole imbarcazioni lungo le sponde del Corno d'oro. Gli stessi friggevano il pescato del giorno (catturato direttamente nel Bosforo) su delle griglie posizionate direttamente sulle loro barche, che i clienti consumavano sulle stesse. La vendita di cibo per strada era molto comune all'epoca, ma quella della vendita diretta di pesce appena pescato ha forse inizio nel XIX secolo, quando migrazioni intestine all'Impero portarono molte persone originarie dell'Anatolia nella capitale. All'epoca, i principali clienti di questi "ristoranti improvvisati" erano marinai, mercanti e lavoratori portuali e spesso molte di queste barche si trasferivano sulle coste cittadine del Mar Nero, dove probabilmente una sorta di antenato del balık ekmek divenne popolare. Fu solamente agli inizi degli anni Sessanta che alcuni di questi commercianti attraccati presso il ponte di Galata iniziarono a servire il pesce come filetti inseriti dentro a del pane. Le barche, interamente in legno e con incisioni create a mano, rimasero ancorate a ridosso del ponte in quanto vigente una legge che proibiva l'attracco permanente lungo la costa della zona di Eminönü e Galata. Solamente nel 2007, dopo una richiesta congiunta da parte dei commercianti, le barche hanno potuto muoversi anche in queste zone, grazie ad una concessione del comune di Istanbul.

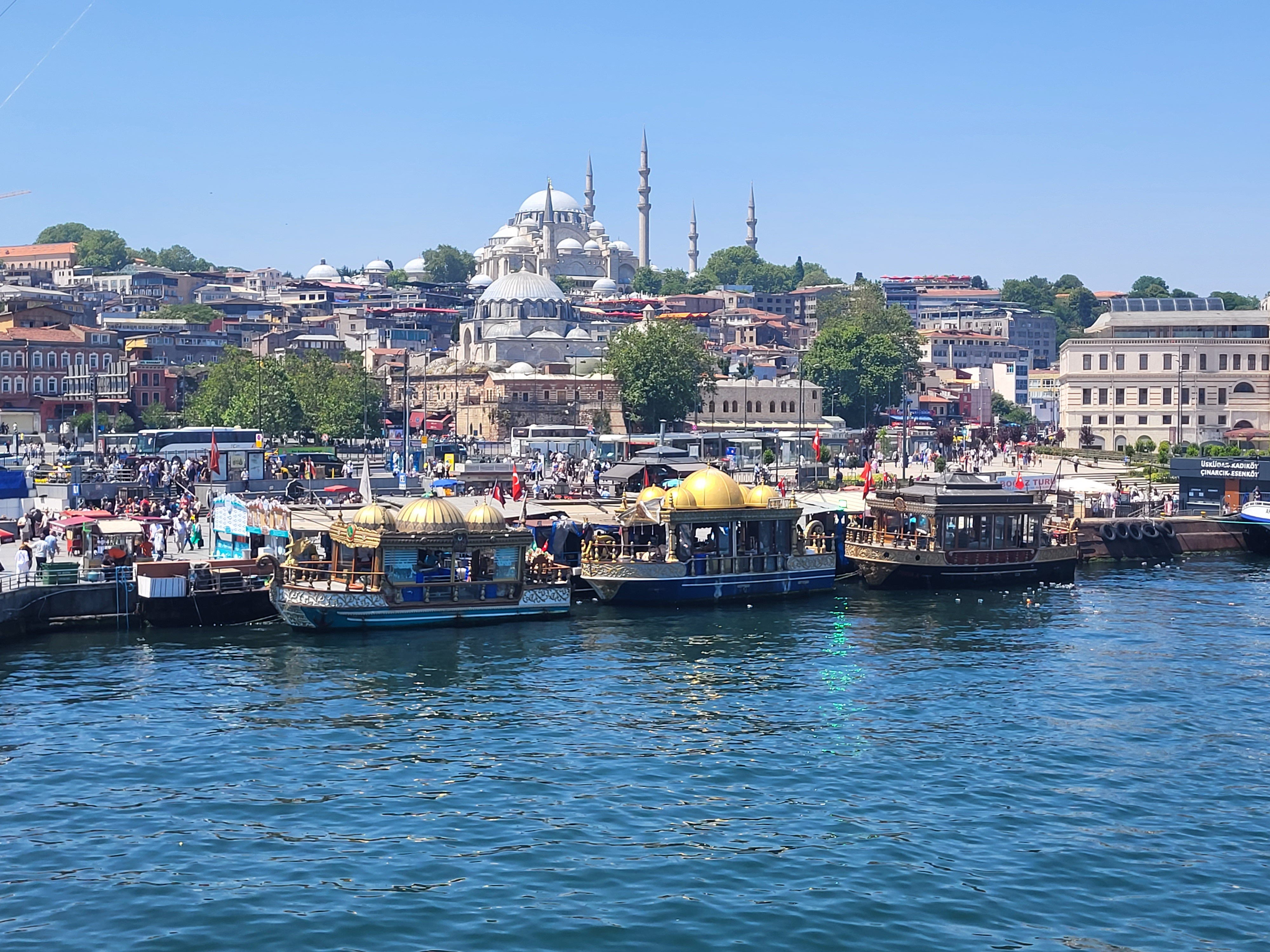
Le ultime tre imbarcazioni ancora operanti ad Istanbul, in una foto dal Ponte di Galata del 2025. Sullo sfondo, la Moschea di Solimano

Nel 2019, la città di Istanbul, dopo aver intrapreso un piano di riurbanizzazione, ha deciso di non concedere più licenze per la vendita di balık ekmek da ristoranti natanti, in modo da poter costruire, ristrutturare o allargare i porti di Galata ed Eminönü. Le stesse vennero anche revocate ai venditori stessi; la corporazione dei ristoratori presentò reclamo al 9° Tribunale di Pace Turco. Dal 2020 la decisione di ritiro delle licenze è stata sospesa; venne riconcessa solo a tre barche, tra le più storiche, mentre non venne più consentito alle altre imbarcazioni di praticare ancora in tutta l'area della città di Istanbul, così come non vennero rilasciate altre nuove licenze.
La vendita e preparazione del balık ekmek avviene anche in altre città della Turchia, come Smirne, Ankara, Ordu, Bursa e Samsun (dal 2025), essendo la popolarità di questo piatto aumentata in negli ultimi anni. In seguito alla diaspora turca, il piatto è stato esportato anche all'estero, dove viene preparato in molti locali tipici anche in paesi come Germania, Australia e Italia.

## Descrizione e varianti

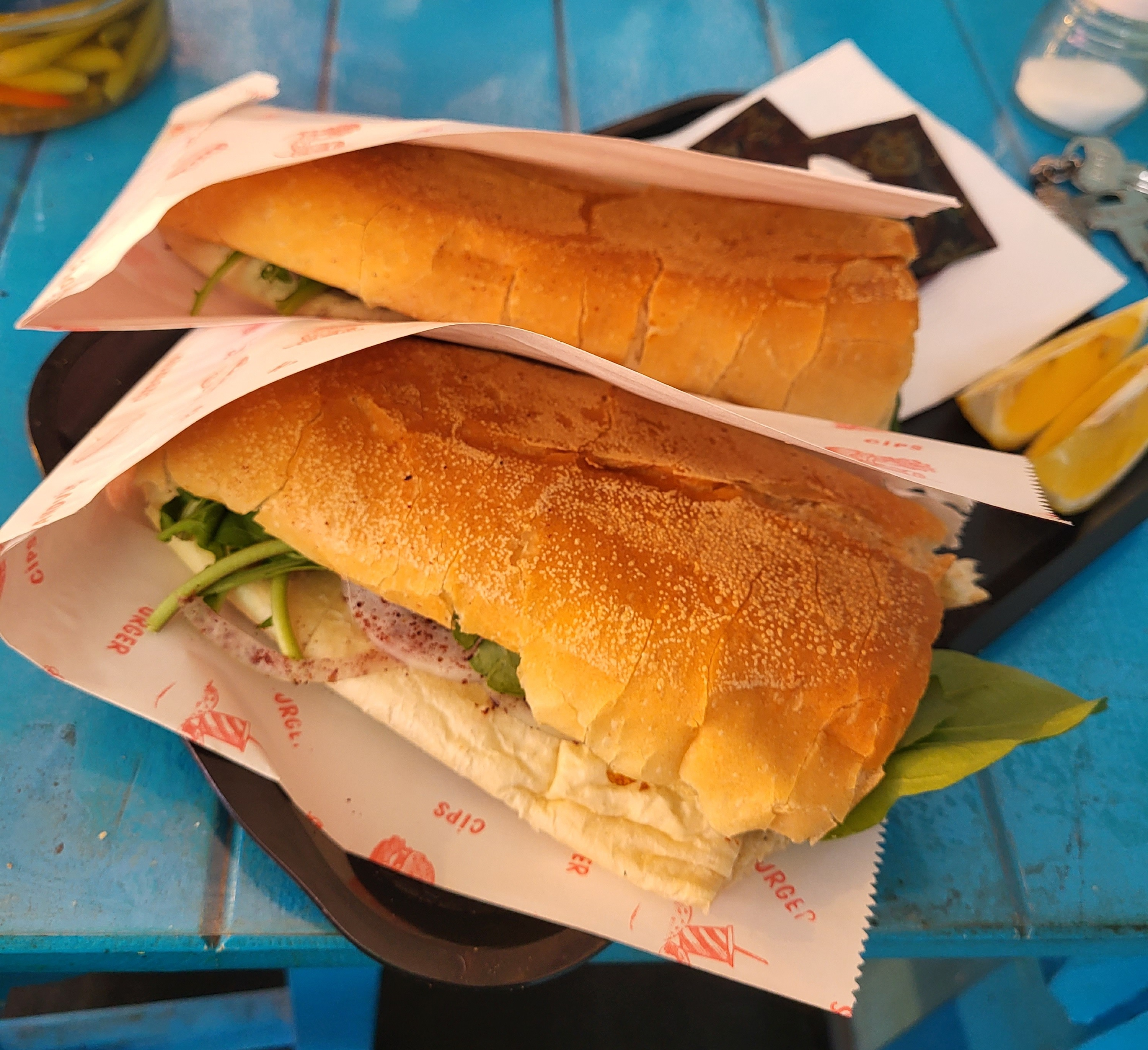
Due balık ekmek

Non vi è una ricetta specifica per il balık ekmek, in quanto si tratta semplicemente più di un concetto di semplice panino al pesce. Il pesce può essere servito tra un quarto, metà o un pane intero e la tipologia può cambiare a seconda dei luoghi in cui viene preparato: sebbene lo sgombro (uskumru) sia la specie più utilizzata per la sua versatilità (tanto che la Turchia è diventata nel 2017 il maggior importatore di sgombro dalla Norvegia, dietro solo al Giappone), vengono utilizzati anche filetti di orata (çipura o çupra), pesce serra (lüfer) o merlano (bakalyaro), più raramente spigola (levrek). In molti luoghi viene servito farcito con alici (hamsi) fritte.
Il filetto viene arrostito portandolo a contatto, pochi minuti per lato, con la griglia arroventata, irrorata di olio d'oliva. Prima di farcire il panino, lo stesso pane aperto a farfalla viene portato a contatto della griglia per assorbire olio e sapore del pesce. La farcitura con pesce si accompagna, di solito, secondo i gusti e la stagione, a cipolla rossa (o bianca), erba cipollina, una manciata di insalata verde, rucola, qualche fetta di pomodoro, peperoni verdi piccanti (sivri biber in turco), una spolverata di peperoncino e sale e una spruzzata di Succo di limone sul pesce e sulla verdura.
Come bevanda di accompagnamento la tradizione prevede del rakı (largamente consumato con piatti di pesce ma fortemente alcolico) o dello șalgam, ma dati i sapori molto forti di queste vengono sempre proposte anche bibite dal sapore più neutro come l'ayran e il tè turco. Inoltre, il consumo e la vendita di bevande alcoliche sulle imbarcazioni che vendono balık ekmek è severamente vietato per la legge turca.
Dagli anni Duemila ha guadagnato sempre più popolarità il balık dürüm, versione in cui il pesce e la farcitura vengono avvolti dal khubz, il tipico pane basso molto schiacciato e poco cotto, tipico dei paesi arabi e solitamente contente lo shawarma. Si tratta di una versione che unisce il balık ekmek al dürüm kebab.

## Imbarcazioni

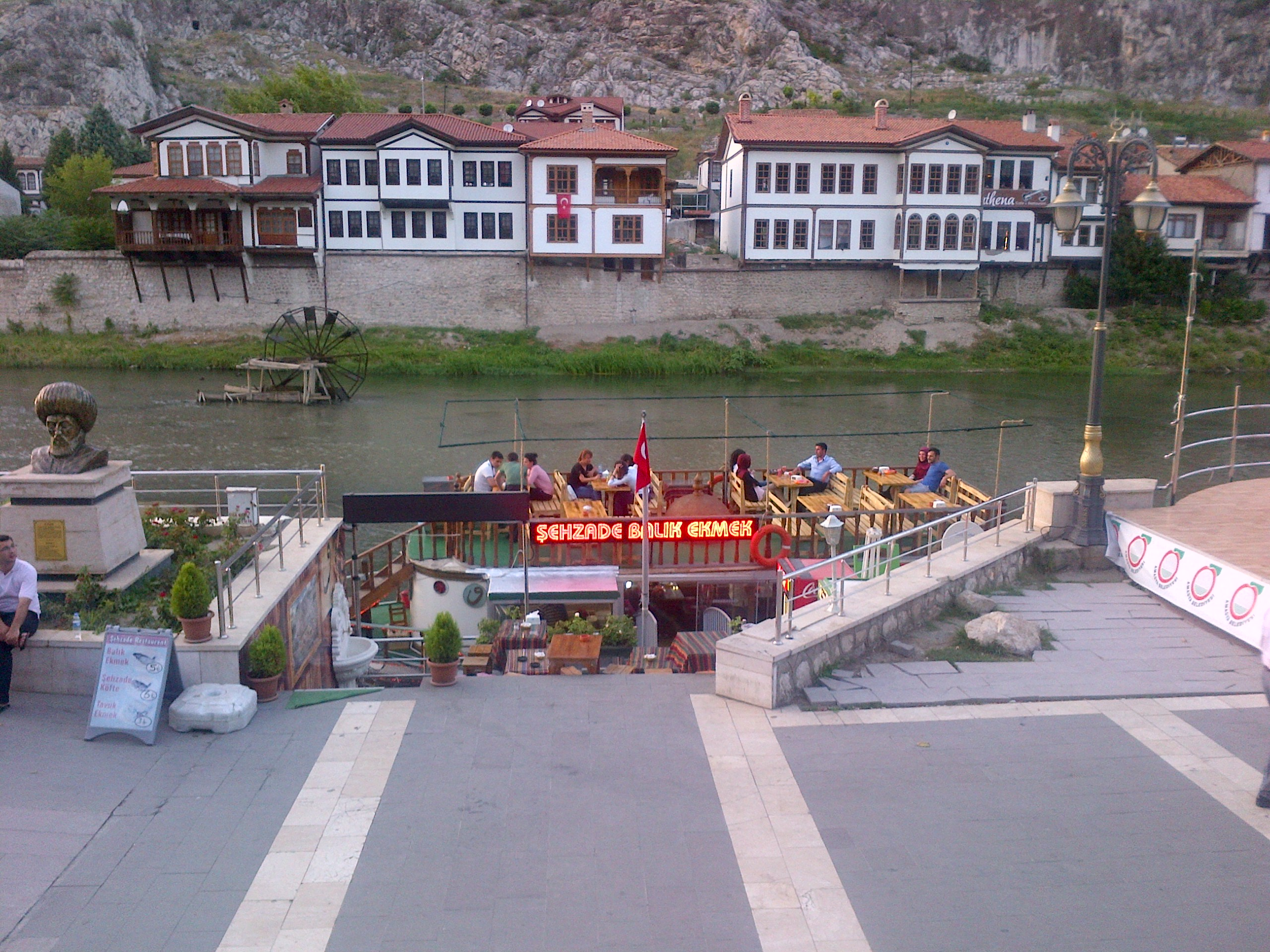
Vendita di balik ekmek ad Amaseia, nel nord della Turchia, lungo le sponde del fiume Iris

Esistono regole molto restrittive per quanto riguarda le imbarcazioni tradizionali sulle quali vengono preparati e venduti i balık ekmek: sulle stesse, vigono sia le regole stabilite dalla legge turca per la registrazione e il mantenimento degli esercizi commerciali, sia quelle per la gestione di imbarcazioni. I natanti e le barche in cui si svolgono le attività non possono essere più corte di 5 metri e più strette di 1,5 metri, mentre il ponte che collega le imbarcazioni alla riva non può avere una larghezza inferiore a 1 metro. I bordi del ponte devono avere parapetti e maniglie in metallo o legno, resistenti e alte almeno 1 metro per tutta la lunghezza del ponte, per consentire ai clienti o ai dipendenti che salgono e scendono di appoggiarsi. In queste ringhiere e maniglie non devono essere presenti materiali come corde o funi. I ponti saranno montati con materiale mobile, solo da un lato, all'imbarcazione o alla riva, in modo da adattarsi al movimento dell'imbarcazione. Sono richiesti parabordi anche a prua, a poppa, a babordo e a tribordo, oltre che alla banchina a cui è ormeggiata, per neutralizzare gli impatti derivanti da movimenti incontrollati e limitare i danni potenzialmente causabili agli avventori.
Vengono anche richieste una sufficiente illuminazione per la vendita notturna, generatori d'emergenza, griglie in acciaio inossidabile e un aspiratore per eliminare il fumo, regolari misure antincendio, serbatori di acqua pulita di riserva e regole per lo smaltimento dei rifiuti e la preservazione delle acque marine o di quelle dove la barca staziona.

## Nella cultura di massa

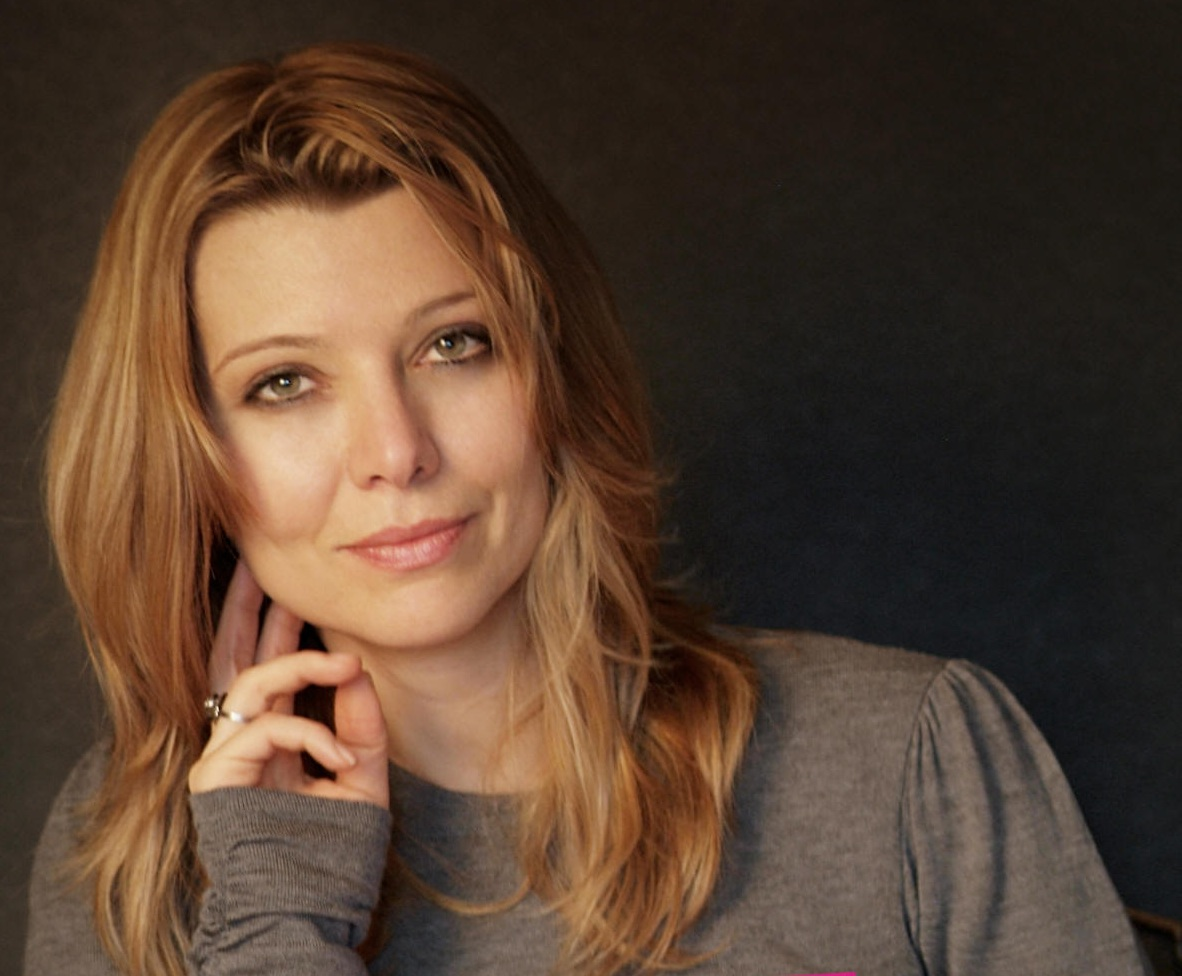
Elif Şafak

Lo scrittore Yaşar Kemal definì il balık ekmek come una colazione molto economica per «senzatetto, vagabondi e prostitute». Per aumentare il consumo di pesce da parte della popolazione turca, nel 2019 il Ministero dell'Agricoltura e delle Foreste della Turchia ha lasciato una campagna per l'apertura di più negozi di vendita di balık ekmek, in quanto ritenuta la forma più economica e semplice per diffondere la cultura del consumo di pesce marino anche nelle province interne. Il 14 luglio 2021, per dimostrare l'effettiva pulizia e sicurezza ecologica del Mar di Marmara, il Ministro dell'ambiente Murat Kurum e il Ministro delle politiche agricole Bekir Pakdemirli mangiarono dei balık ekmek con dei pesci appena pescati in quei luoghi davanti alla stampa. I venditori di questa specialità sono soliti richiamare l'attenzione dei potenziali clienti urlando una frase in rima: "Balık ekmek, hazır yemek!" (qualcosa che suona come: "pane e pesce, pranzo pronto!"). Gli abitanti di Istanbul, quando lontani dalla propria città, per esprimere nostalgia usano la frase:

### Media
L'episodio Francoforte superstar della serie televisiva tedesca Un caso per due è ambientato su una vera barca-ristorante ancorata sul fiume Meno a Francoforte. Il balık ekmek è presente anche in molte produzioni turche, come le serie tv Ezel, Çukur, Kardeşlerim, Öyle Bir Geçer Zaman ki, Bir Peri Masalı, Aşk Ekmek Hayaller, Ekmek Teknesi e Gülbeyaz. Nel film Il bagno turco di Ferzan Özpetek i due personaggi di Francesco e Mehmet (interpretati, rispettivamente, da Alessandro Gassmann e Mehmet Günsür) ne mangiano in una scena, mentre nel 2010 venne presentato al Festival internazionale del cinema di Karlovy Vary il cortometraggio documentaristico di Serkan Bozkurt Fish and Bread Black Sea, che arrivò in finale nella propria categoria. Nel libro di Elif Şafak La bastarda di Istanbul, la protagonista Armanoush decide di ricercare le proprie origini armene guardando i pescatori e le barche che vendono il balık ekmek al Ponte di Galata. La cantante Emel Müftüoğlu inserisce il piatto nella canzone İstanbul'da Olmak Vardı del 1992.